# 德國聯邦研究、科技及航天部
聯邦教育及研究部（德語：Bundesministerium für Bildung und Forschung，縮寫BMBF）是德國聯邦政府機構之一，總部設於波昂，柏林設有第二辦公室。

## 功能及權限

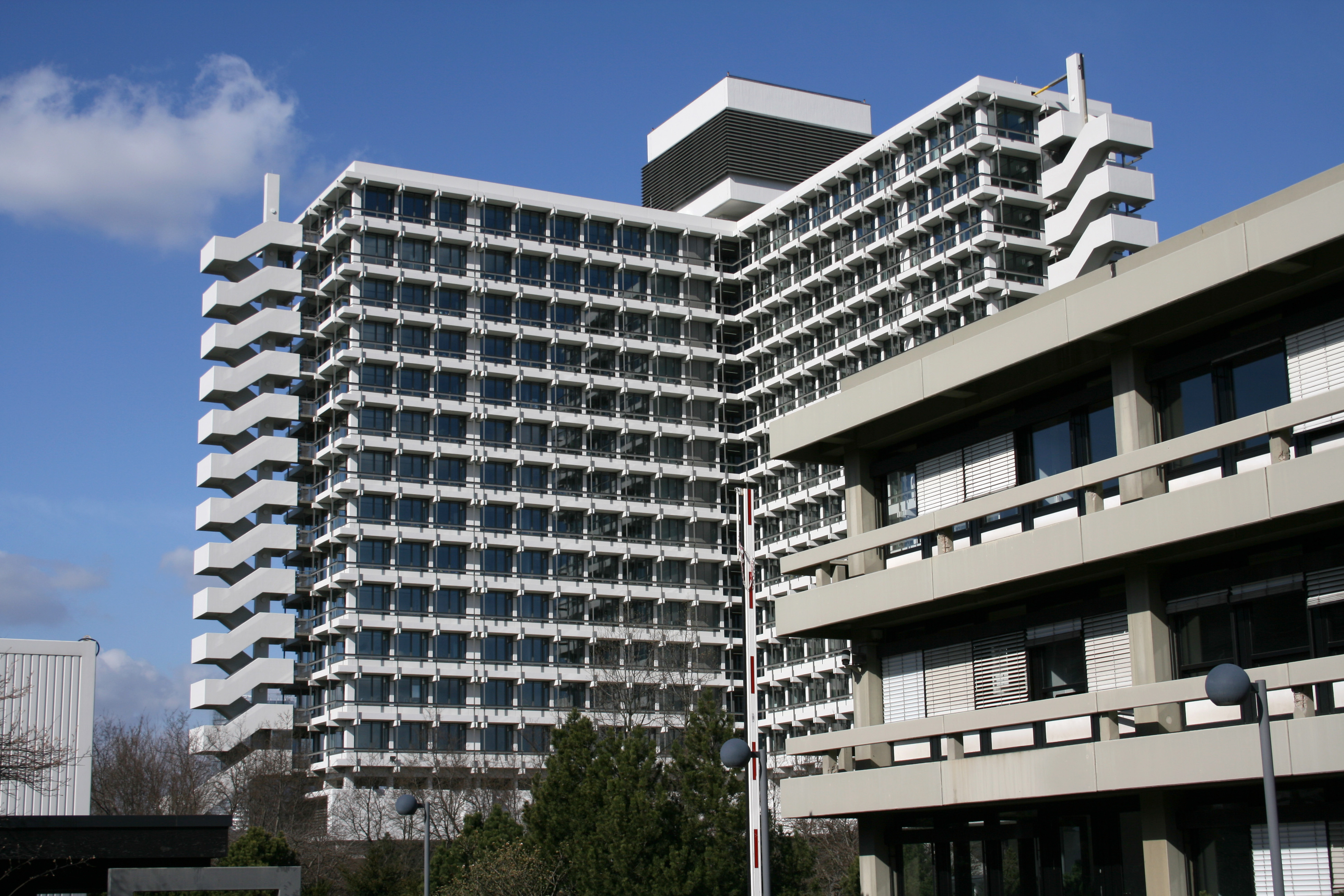
聯邦教育及研究部

聯邦教育及研究部提供資金給研究計畫及機構，並制訂教育政策。但德國的教育政策有很大部分是屬於聯邦州的職權，限制了教育部的作用。

## 歷史
聯邦教育及研究部的前身是1955年成立的聯邦原子部，負責研究核能源的和平使用。1962年改名為聯邦科學研究部。1969年再改名為聯邦教育及科學部，直到1994年與聯邦研究及科技部合併後才改為聯邦教育及研究部。

## 机构设置
聯邦教育及研究部设置内设机构8个。

### 内设机构
- 中央司（Zentralabteilung，Z）
- 战略与政策司（Strategien und Grundsatzfragen，Ⅰ）
- 欧洲与国际教育和研究合作司（Europäische und internationale Zusammenarbeit in Bildung und Forschung，Ⅱ）
- 职业培训、终身学习司（Berufliche Bildung; Lebenslanges Lernen，Ⅲ）
- 科学系统司（Wissenschaftssystem，Ⅳ）
- 关键技术－创新研究司（Schlüsseltechnologien – Forschung für Innovationen，Ⅴ）
- 生命科学－卫生健康研究司（Lebenswissenschaften – Forschung für Gesundheit，Ⅵ）
- 未来准备－文化研究、基础科学与可持续司（Zukunftsvorsorge – Forschung für Kultur, Grundlagen und Nachhaltigkeit，Ⅶ）

## 外部連結
- 聯邦教育及研究部 （页面存档备份，存于）